# Вавуличи
Ваву́личи (бел. Вавулічы) — деревня в Дрогичинском районе Брестской области Белоруссии. Входит в состав Дрогичинского сельсовета (с 17 сентября 2013 года).

## Географическое положение
Деревня располагается в 15 километрах от районного центра — города Дрогичина, находясь на восточной границе Дрогичинского района. Ближайшее шоссе Пинск—Кобрин, в деревне имеется остановка пассажирского автотранспорта.
На расстоянии 8 км (в 4 км от д. Гутово) есть железнодорожная остановка «Огдемер» — на одноколейной железнодорожной линии для пригородных маршрутов, соединяющей Брест и Лунинец (ближайшие ж/д станции Дрогичин и Снитово)

## История
Название происходит от антропонима Вавула или Вавулин, потомки которого основали поселение. В русских народных говорах ваула значит косноязычный, заика.
Впервые упоминается в 1445 году. В 1452 году Вавуличи вместе с Симоновским пустым дворищем, Довечоровичами (нынешний Дрогичин) и Достоевом получил пинский князь Юрий Семенович от короля польского и великого князя литовского Казимира Ягеллона.
Во время Первой мировой войны численность населения Вавулич уменьшилась: большая часть жителей стала беженцами. После войны семьи, имевшие в деревне земельные наделы, вернулись в Вауличи, испытывая послевоенные трудности в восстановлении своих хозяйств и получения урожая.
Исторически сложившаяся в Вавуличах хуторская система расселения, была[когда?]

 заменена на деревенскую. Последнее переселение из хутора было проведено после организации колхозов (и даже после объединения в один колхозов, конторы которых находились в деревне Вавуличи и в деревне Гутово).
Когда город Пинск был областным центром, деревня была административным центром Вавуличского сельсовета, в котором с 5 июля 1946 по 1 июня 1953 работала первичная организация КП(б)Б (с октября 1952 — КПБ) исполнительного комитета Вавуличского сельского Совета депутатов трудящихся.
До 17 сентября 2013 года деревня входила в состав Гутовского сельсовета.
При образовании в Западной Белоруссии первых колхозов в Вавуличах был создан колхоз:
1949—1950 — сельскохозяйственная артель (колхоз) «Красная заря», деревня Вавуличи Вавуличского сельского Совета Дрогичинского района Пинской области
1950—1957 — сельскохозяйственная артель (колхоз) им. Маленкова, деревня Вавуличи Вавуличского (с 1954 — Гутовского) сельского Совета Дрогичинского района Пинской (с 08.01.1954 — Брестской) области
1957—1959 — сельскохозяйственная артель (колхоз) «40 лет Октября», деревня Вавуличи Гутовского сельского Совета Дрогичинского района Брестской области, впоследствии переименованный в колхоз «Знамя Ленина», контора которого находилась в деревне Гутово. В колхозе им. Маленкова были не только молочно-товарные фермы в каждой из трёх бригад (в деревнях Вавуличи, Сороцни, Дроботы), но и конюшни. В деревне Вавуличи работала колхозная мельница, а также льнотеребилка, которые первоначально имели автономный двигатель, замененный впоследствии на электродвигатель. Кроме конторы колхоза в Вавуличах работала кузница, имелись сельский клуб с еженедельным приездом кинопередвижки и библиотека.
До 2010 года в деревне работала базовая школа.
В настоящее время в деревне имеется сельский магазин, ФАП. На восточной окраине деревни располагается кладбище.

## Демография
- 1999 год — 223 человека
- 2010 год — 133 человека
- 2019 год — 75 человек[1]

## Достопримечательности
- Вавуличская церковь Рождества Богородицы с колокольней (Царква Нараджэння Божай Маці) — памятник архитектуры деревянного зодчества (1737 г.), наиболее древний на территории Дрогичинского района —  Историко-культурная ценность Республики Беларусь, шифр 113Г000189
- В 2 км на Юг от деревни Вавуличи (на севере от Гутово) располагается памятник партизанам, погибшим в сентябре 1943 года в бою.
- В 2 км на Восток в деревне Сороцни, имеется памятник жителям, погибшим во время Великой Отечественной войны.

## Известные уроженцы и жители
- Седляр Сергей Емельянович